# Membracis orteguazaensis
Membracis orteguazaensis är en insektsart som beskrevs av Richter. Membracis orteguazaensis ingår i släktet Membracis och familjen hornstritar. Inga underarter finns listade i Catalogue of Life.